# Antonio de Moraes Austregésilo Filho
Antonio de Moraes Austregésilo Filho (1904 – Rio de Janeiro, 7 de agosto de 1954) foi um médico brasileiro.
Graduado em medicina pela Faculdade de Medicina do Rio de Janeiro em 1926, defendendo a tese “Esclerose em placas”. Foi eleito membro da Academia Nacional de Medicina em 1945, sucedendo Raphael Garcia Pardellas na Cadeira 55, que tem José Octávio de Freitas como patrono.